# Кондрашовский сельский совет Харьковской области
Кондрашовский сельский совет — входит в состав Купянского района Харьковской области Украины.
Административный центр сельского совета находится в селе Кондрашовка.

## История
- 1923 — дата образования.

## Населённые пункты совета
- село Кондрашовка
- село Голубовка
- село Калиново
- село Малая Шапковка
- село Московка
- село Радьковка
- село Соболевка
- село Тищенковка

### Ликвидированные населённые пункты
- село Маховка